# Kmetija Eder
Kmetija Eder je ena najstarejših kmečkih hiš v okolici Maribora.
Na vzhodnem portalu vidimo letnico 1811 ter inicialke Ivana Weingerla,ki je hišo takrat obnovil in dogradil.
Posebno vrednost je kmetija dobila z izgradnjo železnice leta 1846, ki je od kmetije odaljena dobrih 5 minut hoda.
Poznana je bila tudi po pridelavi sadja in vzreji živine.Vinograd je imela za lastne potrebe.
Bližnji sosedje so v sušnih obdobjih vozili vodo iz Edrovih vodnjakov, ki niso nikoli usahnili.
Najstarejše knjige iz bogate hišne knjižnice so stare več kot 150 let.
Ohranjenega je veliko starega pohištva in družinskega porcelana.
Danes je na njihovi kmetiji v nastajanju etnološki muzej Štibl, ki je bil ustanovljen leta 2003.
V muzeju je znanih več sto različnih predmetov, ki so povezani z delom in življenjem na tem področju.
Okolje je lepo urejeno z listnatim gozdom, muzej obdaja sadovnjak srarih sort sadja in brajde, med katerimi kraljuje potomka najstarejše trte na svetu z mariborskega Lenta.